# Мікушкіно (Гірськомарійський район)
Міку́шкіно (рос. Микушкино, марій. Микушкансер) — присілок у складі Гірськомарійського району Марій Ел, Росія. Входить до складу Пайгусовського сільського поселення.

## Населення
Населення — 6 осіб (2010; 12 у 2002).
Національний склад (станом на 2002 рік):
- марі — 92 %